# 丹尼斯·庫德拉
丹尼斯·庫德拉（英語：Denis Kudla，1992年8月17日—）是一位美國職業網球運動員，他拥有乌克兰血统。他曾参加2016年夏季奥林匹克运动会，结果在单打第一轮被淘汰。

## 外部連結
- 丹尼斯·庫德拉（英文/西班牙文）的官方資料
- 丹尼斯·庫德拉的國際網球總會 職業／青少年 官方資料（英文）
- 丹尼斯·庫德拉的官方資料（英文）